# Fisioterapia del deporte
La fisioterapia deportiva es una rama de especialización de la fisioterapia, la medicina, la traumatología, la rehabilitación física y la medicina del deporte. Suele tener diferentes acepciones como terapia física deportiva, rehabilitación física deportiva, fisiatría deportiva, entre otros.

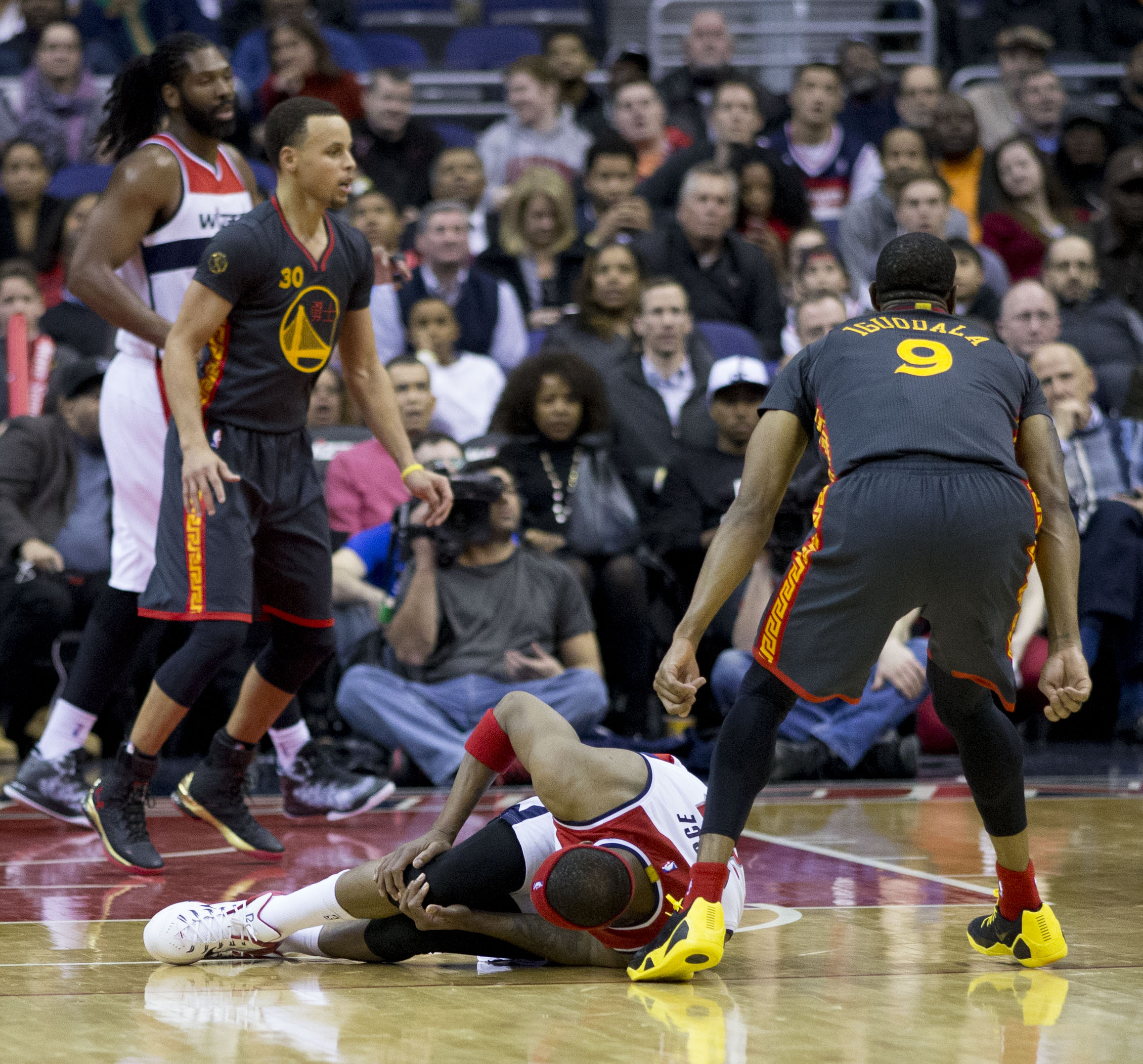
Paul Pierce, jugador de la NBA después de una lesión de rodilla.

Su principal campo de acción son las lesiones o traumatismos que sufren los atletas y deportistas antes, durante y posterior a la actividad física, ejercicio o deporte; Ya sea amateur, profesional, de salud, de élite o alto rendimiento.
Sus ejes rectores incluyen la prevención, habilitación, limitación y rehabilitación del daño sin necesidad de intervenciones quirúrgicas o de medicamentos.
La extensa preparación del fisioterapeuta deportivo incluye conceptos de anatomía, biomecánica, fisiología, traumatología, bases neuromotoras, etc. lo cual lo hace competente para formular diagnósticos, brindar planes de tratamiento fisioterapéutico y rehabilitar para tratar las diversas afecciones en el deportista. Se apega a protocolos técnico-científicos que contribuyen al mejoramiento oportuno del paciente y su pronta incorporación a la actividad deportiva.
El fisioterapeuta deportivo aplica técnicas que recoge de la fisioterapia general que se basan en la aplicación de medios físicos como es el ejercicio terapéutico, calor, frío, luz, agua, masaje y electricidad. Entre sus funciones se resaltan la prescripción de tratamientos preventivos y correctivos precompetición y postcompetición.
Esta ciencia se trabaja habitualmente de forma multidisciplinar con áreas como la traumatología, cardiología, podología, psicología deportiva, ortopedia, nutricionista, masajista, entrenador físico, rehabilitador físico, radiólogo, médico general, médico familiar, entre otros. Aunque en varios casos sus funciones se superponen en cierta medida, lo cierto es que al trabajar en conjunto se consigue una atención integral y la recuperación es notoriamente más efectiva.
Entre las principales afecciones que trata se encuentran las distensiones musculares, tendinitis, lesión por latigazo cervical, contusiones, pinzamiento del hombro, lumbalgias, codo de tenista, síndrome del túnel carpiano, esguince de muñeca, esguince de tobillo, entre otros.
Es común que los autores en medicina del deporte hagan un uso extenso del concepto de fisioterapeuta, rehabilitar físico, fisiatra, etc. Para englobar al personal que se "encarga de la rehabilitación deportiva" de allí que diversos textos y tratados de medicina del deporte no se haga una distinción clara entre las distintas profesiones, que tratan el sistema músculo-esquelético, ya que la brecha entre ellas es mínima y comparten mucho de sus principios, procedimientos y técnicas.